# Breezy
Breezy è un film del 1973 diretto da Clint Eastwood e interpretato da William Holden.

## Trama
Frank Harmon, agente immobiliare divorziato di mezza età, concede un passaggio in auto ad una hippy diciassettenne, Edith Alicia Breezeman detta "Breezy" e la accoglie nella propria casa. Quella che all'inizio sembra essere un'ospitalità di breve durata diventa, invece, di giorni. La giovane si installa nella villa in cui il burbero Frank vive solo, sulle colline di Hollywood.
Dopo poco tempo Breezy dichiara a Frank di essere innamorata di lui. Egli, stupefatto per quanto sta accadendo, manifesta un'iniziale ritrosia poi, travolto dalla freschezza e dall'innocenza entusiasta della ragazza cede al sentimento, innamorandosi di lei. Tormentato dalla forte differenza di età, suggestionato dai discorsi di un amico coetaneo e dalla disapprovazione velatamente manifestata del proprio ambiente sociale, una sera Frank tronca bruscamente la relazione.
Un colloquio in ospedale con Betty Tobin, una sua ex rimasta vedova in un incidente casuale, dopo una sola settimana dalle recenti nozze, gli fa comprendere come «un minuto felice a volte può valere tutta una vita». Frank va a cercare Breezy e il loro idillio riprende, anche se entrambi sono ben consapevoli che prima o poi il loro incredibile legame finirà davvero e per sempre.

## Edizioni home video
La Universal Pictures ha pubblicato il DVD nel 2004. Il 19 ottobre 2011 esce il DVD italiano per l'etichetta Cult Media.

## Cameo
Il regista Clint Eastwood appare nei panni di un uomo appoggiato alla ringhiera nel parco.